# لعبة الغجر (رواية)
لُعبة الغجر هو كتاب أطفال صدر عام 1997، من تأليف زيلفا كيتلي سنايدر، ويُعدّ الجزء المُتمم لرواية لُعبة المصريين التي نُشرت عام 1967. تظهر الشخصيات الرئيسية جميعها في مغامرة جديدة ضمن هذا الجزء. وفي عام 1998، صدر دليل تعليمي مخصص للمعلمين بعنوان دليل المعلم للعبة الغجر.

## ملخص الرواية
في هذا الجزء المُكمّل، يقرر الأطفال الذين شاركوا في لعبة المصريين خوض مغامرة جديدة يتظاهرون فيها بأنهم غجر. وكعادتهم، ينغمسون في القراءة والبحث عن العادات والتقاليد الغجرية، بهدف إعادة تمثيلها بأقصى قدر ممكن من الدقة والأصالة.
تنخرط أبريل في اللعبة بحماس كبير، بينما تبدأ ميلاني تشعر بتردد متزايد كلما تعمّقت في معرفة ثقافة الغجر، وكأن شيئًا ما يكبح اندماجها الكامل في هذا العالم التخيّلي. في المقابل، يظل مارشال متحمّسًا للعب، تمامًا كما كان في مغامرتهم السابقة.
في أثناء التحضيرات، يكشف توبي ألفيّار عن امتلاكه أصولًا غجرية، ويقترح استخدام بعض ممتلكات جدّته كأدوات تمثيلية تضفي على اللعبة مزيدًا من الواقعية والعمق الثقافي.
مع ذلك، لا يتمكّن الأطفال في نهاية المطاف من بدء لعبة الغجر كما كانوا يخططون. إذ يصبح توبي محور نزاع على الحضانة بين والده الفنان غريب الأطوار وجدّيه الثريَّين والمحافظَين. وتحت وطأة الضغوط النفسية، يفرّ من المنزل ويبدأ حياة قاسية في الشوارع.
أثناء محاولتهم العثور عليه، يصطدم الأطفال بوقائع تاريخية مؤلمة عن شعب الروما الغجر، كما يواجهون عن قرب قسوة الحياة التي يعيشها المشرّدون الذين يصادفهم توبي. ومع تصاعد الأحداث، يتمكّن الأصدقاء من الوصول إليه، ويقرّرون معًا التخلّي عن ألعابهم الخيالية، ومواجهة الواقع بشجاعة، وتحمّل المسؤوليات الحقيقية.

## الاستقبال النقدي
في مراجعة مميّزة، أشادت مجلة بابليشرز ويكلي بهذا الجزء المُكمّل، مشيرةً إلى أنه يواصل تقديم مزيج سنايدر الآسر من التشويق، والذكاء، وتمجيد الخيال.
من جانبها، لاحظت كيركوس ريفيوز أن القصة لا تتضمن أي فجوة زمنية، بل تستكمل الأحداث مباشرةً بعد نهاية لعبة المصريين. وأضافت: عند قراءة الروايتين على التوالي، تبدو هذه القصة الجديدة منسجمة ومترابطة. أما في حال قراءتها بشكل مستقل، فإن لعب أطفال من أعمار متفاوتة معًا، إلى جانب نقص الخلفية التمهيدية، يجعل منها رواية غموض متوسطة المستوى.
راجعت مجلة بوكليست الرواية ضمن اهتمامها بالأدب الموجّه للأطفال واليافعين، مما يؤكد مكانة لعبة الغجر ضمن الأعمال التي لاقت اهتمامًا نقديًّا واسعًا في هذا المجال.